# 跃进渠 (宁夏)
跃进渠，中华人民共和国宁夏回族自治区的一条引黄灌溉渠，地跨中卫市和青铜峡市，修建于1958年，由明代的新生渠、中济渠、长永渠、丰乐渠合并扩整而成。

## 命名
跃进渠因修建于1958年“大跃进”时期而得名。

## 历史
1958年3月，跃进渠一期工程开工实施，从位于中卫黄河左岸孟家河沟的新生渠渠口引水，渠口至余丁的17公里是由原新生渠段扩建而成，余丁到渠稍的约60公里则为新开渠段。1959年9月，跃进渠二期工程实施，新建渠首进水闸。1978年，胜金关退水闸、渡槽改建。1988年，引水口从孟家河沟上延至张园村，直接由黄河引水，改善了引水条件。1989年，新建了共有3孔的张园进水闸，无闸门的中孔为常过流式，其他两孔为钢筋混凝土闸门。1995年，胜金关退水闸改建。2012年5月，控制性工程渠道砌护全面建成。2014年至2016年，跃进渠扩整改造工程实施，全面改造渠系。经改造，渠道全长146.4公里，其中跃进渠段长80公里，灌溉面积20.38万亩。